# 西五个疙瘩墓群
西五个疙瘩墓群，位于中国甘肃省肃南裕固族自治县，为一个省级文物保护单位，类型为古墓葬。
西五个疙瘩墓群的历史年代为汉代。